# Домбје језеро
53° 27′ 57″ N 14° 39′ 11″ E / 53.46583° С; 14.65306° И
Домбје језеро (пољ. Jezioro Dąbie) четврто  је језеро по величини у Пољској. Административно се у целости налази у Шчећину.
На јужном делу у њега утичу воде реке Регалице (Источне Одре) као и Плоње a на северном делу повезано је Ињским каналом (пољ. Kanał Iński) са Западном Одром. Има површину од 56 km2.  
Просечна дубина је између 3 и 3,5 m док максимална дубина достиже до 8 m услед чега је Домбје језеро веома погодно за пловидбу. Максимална дужина језера износи 15 km, а максимална ширина 7,5 km.
Језеро се може поделити на два дела, Северно језеро (Велико Домбје, пољ. Dąbie Wielkie) и Јужно (Мало Домбје, пољ. Dąbie Małe). Језеро има веома разуђену обалу. На обалама језеа налази се неколико пристаништа за чамце и марина.